# Anthony Descotte
Anthony Kevin N. Descotte (Gosselies, 3 augustus 2003) is een Belgisch voetballer die doorgaans als centrumspits of vleugelspeler speelt. Hij komt momenteel op huurbasis uit voor FC Utrecht.

## Clubcarrière

### Sporting Charleroi
Descotte verruilde de jeugdopleiding van RSC Anderlecht in 2019 voor die van Standard Luik. Nog in hetzelfde jaar verhuisde hij naar de jeugdopleiding van Sporting Charleroi. In november 2019 ondertekende hij daar zijn eerste semiprofcontract. In januari 2020 mocht hij met het eerste elftal mee op winterstage in het Spaanse El Saler.
Op 17 april 2021 maakte hij zijn profdebuut in het shirt van laatstgenoemde club: op de slotspeeldag van de reguliere competitie liet trainer Karim Belhocine hem tegen KAS Eupen (2-3-verlies) na 76 minuten invallen voor Amine Benchaib. Drie maanden later brak de club zijn contract open tot 2025. Onder Belhocines opvolger Edward Still kreeg Descotte in het seizoen 2021/22 pas op de veertiende competitiespeeldag weer speeltijd: in de 4–0 nederlaag tegen Union Sint-Gillis mocht hij in na 65 minuten invallen voor Anass Zaroury. Op de volgende speeldag kreeg hij tegen Cercle Brugge de kans in de basis. Descotte gaf een vroege assist voor Ryota Morioka, waardoor hij ondanks zijn wissel na 54 minuten een aandeel had in de 1–2 zege. Daarna moest Descotte genoegen met (vaak korte) invalbeurten.
Vanaf het seizoen 2022/23 kregen beloftenploegen de mogelijkheid deel te namen aan nationale competities. Hierdoor kreeg Zébra Eiltes, de beloftenploeg van Sporting Charleroi, een plek op het derde niveau van België. Descotte speelde in de eerste helft van dat seizoen twee keer mee en scoorde daarin een keer.

### FC Utrecht
Op 31 januari 2023 werd bekend dat Descotte voor een half seizoen op huurbasis voor FC Utrecht zal gaan spelen. Daarbij heeft de club uit Utrecht de optie om Descotte nog een extra seizoen te huren en is er tevens een optie tot koop bedongen. Op 12 februari 2023 maakte hij zijn debuut voor het eerste efltal van FC Utrecht. In de uitwedstrijd tegen Vitesse (2–0 verlies) verving hij na 83 minuten Sander van der Streek. Een dag later startte hij namens Jong FC Utrecht in de thuiswedstrijd tegen Telstar in de basis (0–1 verlies). Na de rust werd hij vervangen voor Lynden Edhart.
Op 19 juni 2023 werd bekend dat de club gebruik zou gaan maken van de extra huuroptie in de overeenkomst. Daarbij bleef een eventuele optie tot koop aan het einde van de termijn eveneens tot de mogelijkheden behoren. Zijn eerste tijd bij FC Utrecht ging gepaard met enkele korte blessures. Na de aanstelling van Ron Jans leek Descotte steeds vaker de voorkeur te krijgen. Begin november 2023 raakte hij echter voor langere tijd geblesseerd aan zijn meniscus.
Na zijn blessure maakte Descotte op 8 april 2024 via Jong FC Utrecht tegen Willem II zijn rentree. Na 66 minuten verving hij Jesse van de Haar en in minuut 86 maakte hij de gelijkmakende 1–1, wat tevens de eindstand zou zijn. Daags na zijn rentree volgde op 14 april 2024 tegen Go Ahead Eagles (2–1 winst) zijn terugkeer in het eerste elftal. In het restant van het seizoen zat hij door ziekte niet meer bij een van de wedstrijdselecties. Wel werd op 13 mei 2024 bekend dat FC Utrecht Descotte nog een extra jaar zou huren inclusief optie tot koop. Bij het lichten van de optie zal hij tot medio 2029 aan de Utrechtse club worden verbonden. Op 8 november 2024 stond Descotte tegen Heracles Almelo (1–0 winst) voor het eerst sinds oktober 2023 weer in de basis bij het eerste elftal. Hij kreeg de kans boven David Min en Noa Ohio. Daarbij benadrukte trainer Ron Jans dat Descotte ten opzichte van deze andere twee voetballers extra meevoetballende kwaliteiten in zich zou hebben. Maar na het uitblijven van frequente speelminuten en het aantrekken van Sébastien Haller kreeg Descotte januari 2025 van de club te horen dat hij zou mogen vertrekken.
Enkele weken later stond Descotte, mede door de afwezigheid van Miguel Rodríguez en licht blessureleed van Miliano Jonathans, op 1 februari 2025 aan de aftrap van de uitwedstrijd tegen PEC Zwolle. Na een 2–0 achterstand kwam FC Utrecht op gelijke hoogte. Descotte was daarbij verantwoordelijk voor de 2–1. De wedstrijd eindigde in een 3–3 gelijkspel. Na de wedstrijd gaf trainer Jans aan Descotte, ondanks de eerdere perikelen, niet kwijt te willen.

## Clubstatistieken

### Beloften
| Seizoen                       | Club              | Competitie       | Competitie | Competitie | Overig | Overig | Totaal | Totaal |
| Seizoen                       | Club              | Competitie       | Wed.       | Dlp.       | Wed.   | Dlp.   | Wed.   | Dlp.   |
| ----------------------------- | ----------------- | ---------------- | ---------- | ---------- | ------ | ------ | ------ | ------ |
| 2022/23                       | Zébra Elites      | Eerste nationale | 2          | 1          | 0      | 0      | 2      | 1      |
| 2022/23                       | → Jong FC Utrecht | Eerste divisie   | 6          | 3          | 0      | 0      | 6      | 3      |
| 2023/24                       | → Jong FC Utrecht | Eerste divisie   | 1          | 1          | 0      | 0      | 1      | 1      |
| 2024/25                       | → Jong FC Utrecht | Eerste divisie   | 4          | 1          | 0      | 0      | 4      | 1      |
| Carrière totaal               | Carrière totaal   | Carrière totaal  | 13         | 6          | 0      | 0      | 13     | 6      |
| Bijgewerkt op 2 februari 2025 |                   |                  |            |            |        |        |        |        |

### Senioren
| Seizoen                       | Club               | Competitie      | Competitie | Competitie | Beker | Beker | Europees | Europees | Overig | Overig | Totaal | Totaal |
| Seizoen                       | Club               | Competitie      | Wed.       | Dlp.       | Wed.  | Dlp.  | Wed.     | Dlp.     | Wed.   | Dlp.   | Wed.   | Dlp.   |
| ----------------------------- | ------------------ | --------------- | ---------- | ---------- | ----- | ----- | -------- | -------- | ------ | ------ | ------ | ------ |
| 2019/20                       | Sporting Charleroi | Eerste klasse A | 0          | 0          | 0     | 0     | –        | –        | 0      | 0      | 0      | 0      |
| 2020/21                       | Sporting Charleroi | Eerste klasse A | 1          | 0          | 0     | 0     | –        | –        | 0      | 0      | 1      | 0      |
| 2021/22                       | Sporting Charleroi | Eerste klasse A | 8          | 0          | 0     | 0     | –        | –        | 1      | 0      | 9      | 0      |
| 2022/23                       | Sporting Charleroi | Eerste klasse A | 9          | 0          | 1     | 0     | –        | –        | 0      | 0      | 10     | 0      |
| 2022/23                       | → FC Utrecht       | Eredivisie      | 6          | 1          | 1     | 0     | –        | –        | 1      | 0      | 8      | 1      |
| 2023/24                       | → FC Utrecht       | Eredivisie      | 6          | 0          | 0     | 0     | –        | –        | 0      | 0      | 6      | 0      |
| 2024/25                       | → FC Utrecht       | Eredivisie      | 7          | 2          | 1     | 0     | –        | –        | 0      | 0      | 8      | 2      |
| Carrière totaal               | Carrière totaal    | Carrière totaal | 37         | 3          | 3     | 0     | 0        | 0        | 2      | 0      | 42     | 3      |
| Bijgewerkt op 2 februari 2025 |                    |                 |            |            |       |       |          |          |        |        |        |        |

## Interlandcarrière
Descotte speelde meermaals wedstrijden voor de verschillende Belgische jeugdelftallen. Zo maakte hij met België onder 21 in 2023 het EK onder 21 mee.